# سنجاب گوایاکوئیل
سنجاب گوایاکوئیل (نام علمی: Sciurus stramineus) نام یک گونه از سرده سنجاب است.